# Graafschap Chiny

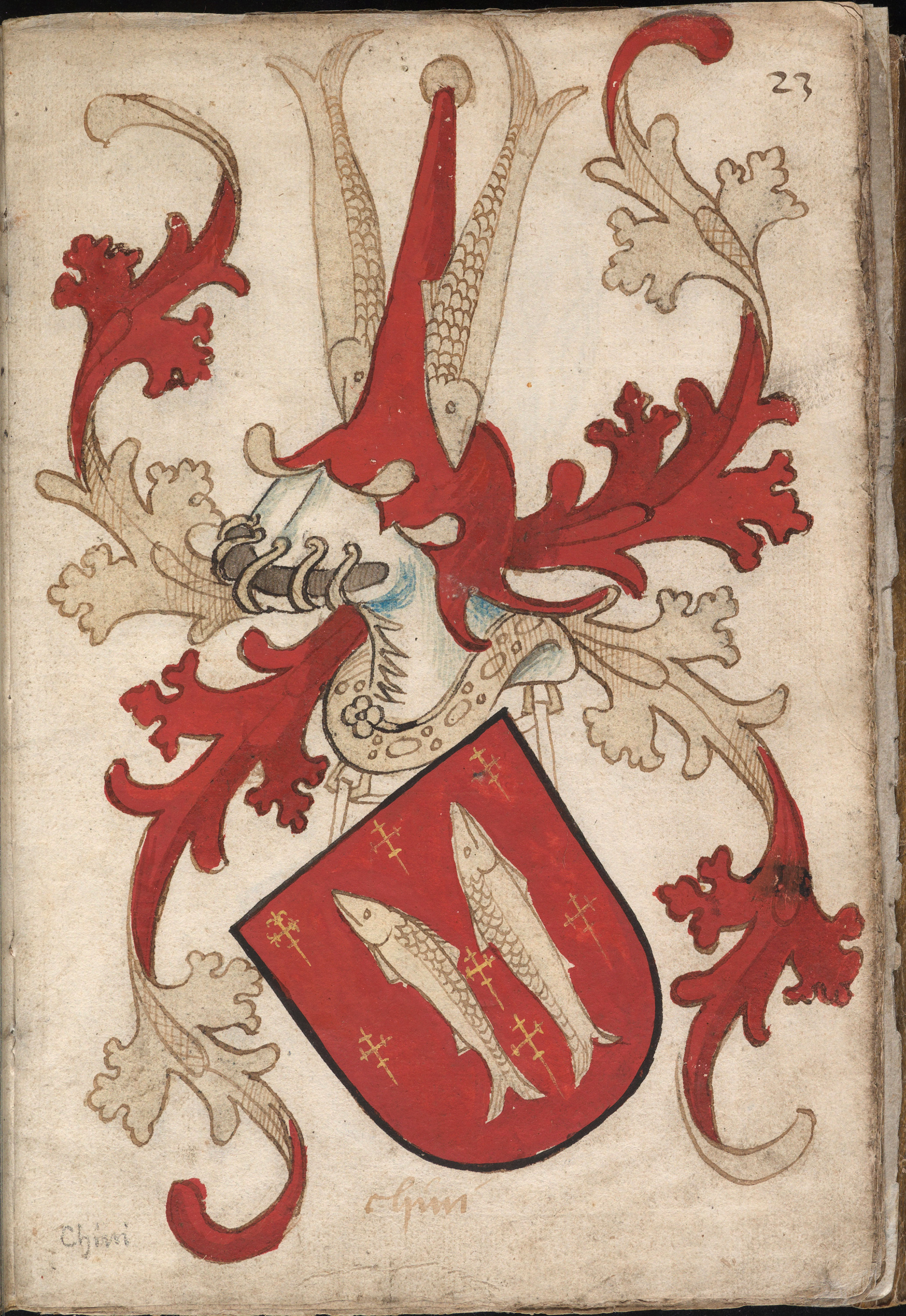
Wapen van Chiny uit het Wapenboek Nassau-Vianden (ca. 1490)

Het graafschap Chiny (Frans: Comté de Chiny) kwam voort uit het graafschap Yvois en strekte zich uit over het zuidwesten van de huidige provincie Luxemburg in België en het noordwesten van het Franse departement Meuse. Het gebied wordt door de Semois en de Chiers doorkruist.
Waarschijnlijk heeft Otto van Warcq uit het Karolingische huis van Vermandois zich na Warcq meester gemaakt van het graafschap Yvois. Na de stichting van Chiny in 971 noemden zijn opvolgers zich naar deze vesting.
Graaf Lodewijk IV overleed als laatste mannelijke Karolinger in 1226, en daarmee kwam Chiny in handen van het Huis Loon, aangezien zijn dochter Johanna van Chiny getrouwd was met Arnold IV van Loon. Het echtpaar verdeelde de bezittingen onder de zonen:
- Jan, de oudste, werd in 1273 graaf van Loon.
- Lodewijk V, de jongste, werd in 1268 graaf van Chiny.

Al in 1279 stierf Jan, Loon overlatend aan zijn zoon Arnold V. Toen Lodewijk in 1299 kwam te overlijden, verkreeg Arnold ook Chiny, zodat de twee graafschappen weer in een personele unie werden verenigd, die 65 jaar duurde.
De Loonse troon-pretendent Arnold van Rummen verkocht in 1364 Chiny aan Wenceslaus I van Luxemburg. Na een felle strijd verkocht Arnold in 1366 zijn rechten op Loon aan prins-bisschop Jan van Arkel.